# Jean Le Capelain
Jean Le Capelain ou John Le Capelain né à Saint-Hélier en 1812 et mort en 1848, est un peintre et lithographe de Jersey.

## Biographie
Jean Le Capelain est le fils de Samuel Le Capelain, un imprimeur et lithographe, et d'Elizabeth Anne Pinckney, son épouse anglaise. Jean suivit le métier de son père dans le domaine de la lithographie, mais abandonna par la suite en se tournant vers la peinture, art dans lequel il excella, sans aucune formation formelle.
Vers 1832, il s'installa à Londres et travailla comme aquarelliste. Sa technique a donné à ses tableaux un effet particulièrement brumeux.
Revenu à Jersey, il s'installa, à Saint-Hélier, dans un appartement au dernier étage de l'Hôtel Calvados donnant sur la Rue Trousse Côtillon et la Rue des Trois Pigeons (où se dresse aujourd'hui le bâtiment des États de Jersey). Il réalise le style particulier de la clôture de l'église de Saint-Hélier.
En 1846, après la visite de la reine Victoria à Jersey, un recueil de dessins de paysages de Jean Le Capelain fut offert à la reine comme souvenir officiel de son voyage par les États de Jersey.
Jean Le Capelain tomba malade peu après en attrapant la tuberculose, dont il mourut à Jersey en 1848.

## Galerie de photographies

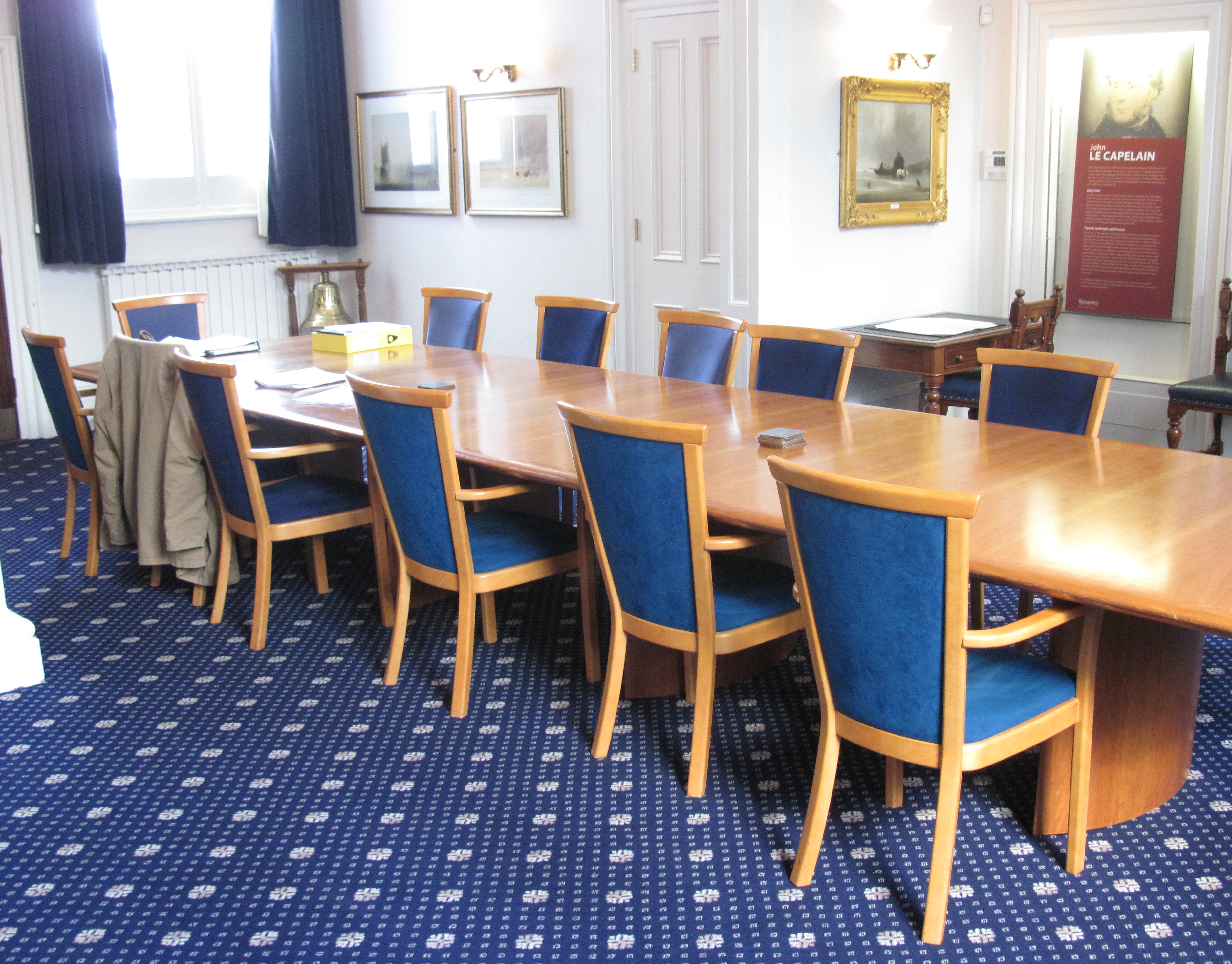
La salle paroissiale (municipale) de Saint-Hélier, côté fenêtre, décoré par les œuvres de Jean Le Capelain.
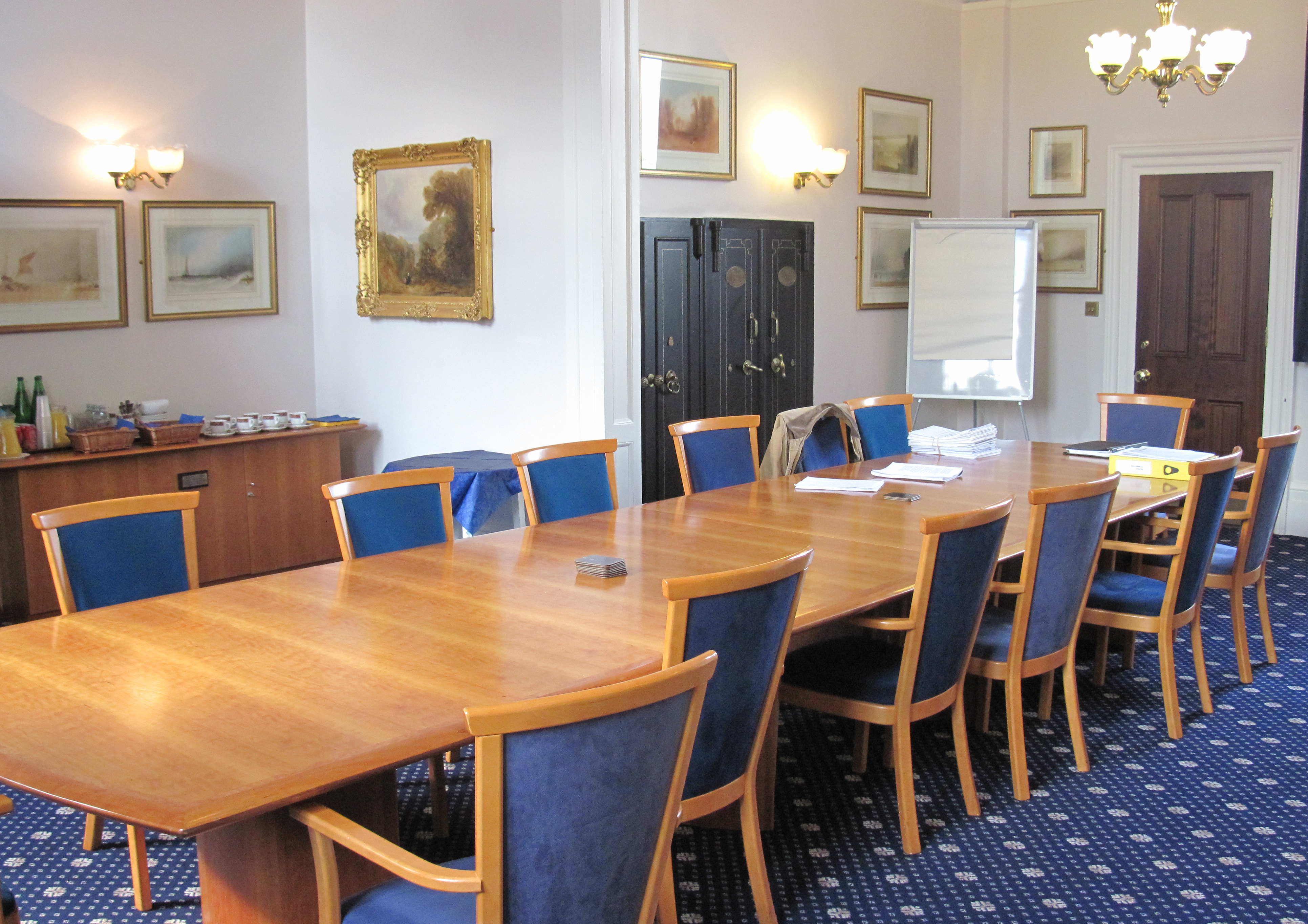
La salle paroissiale (municipale) de Saint-Hélier, côté porte, décoré par les œuvres de Jean Le Capelain.
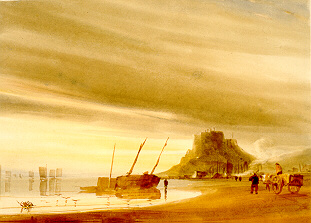
Paysage du littoral de Jersey par Jean Le Capelain.
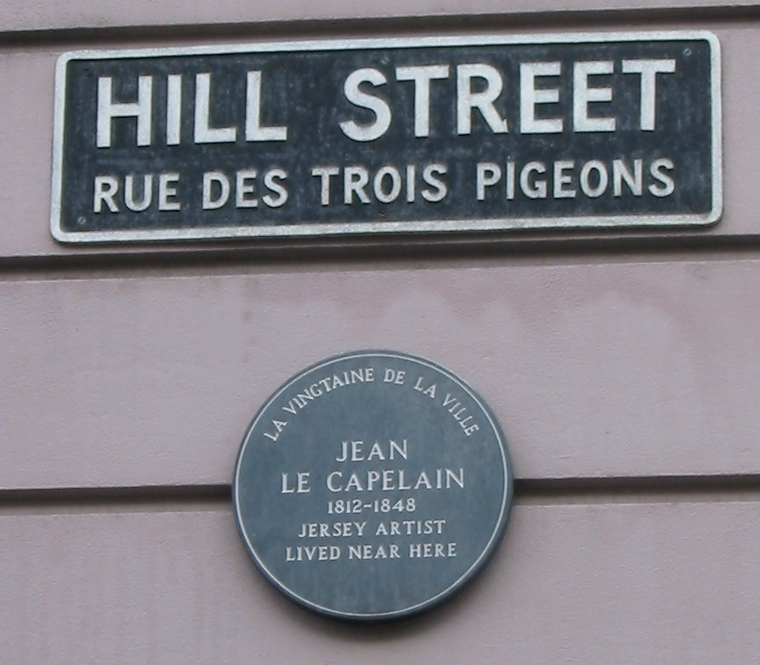
Plaque commémorative en l'honneur de Jean Le Capelain, rue des Trois-Pigeons.
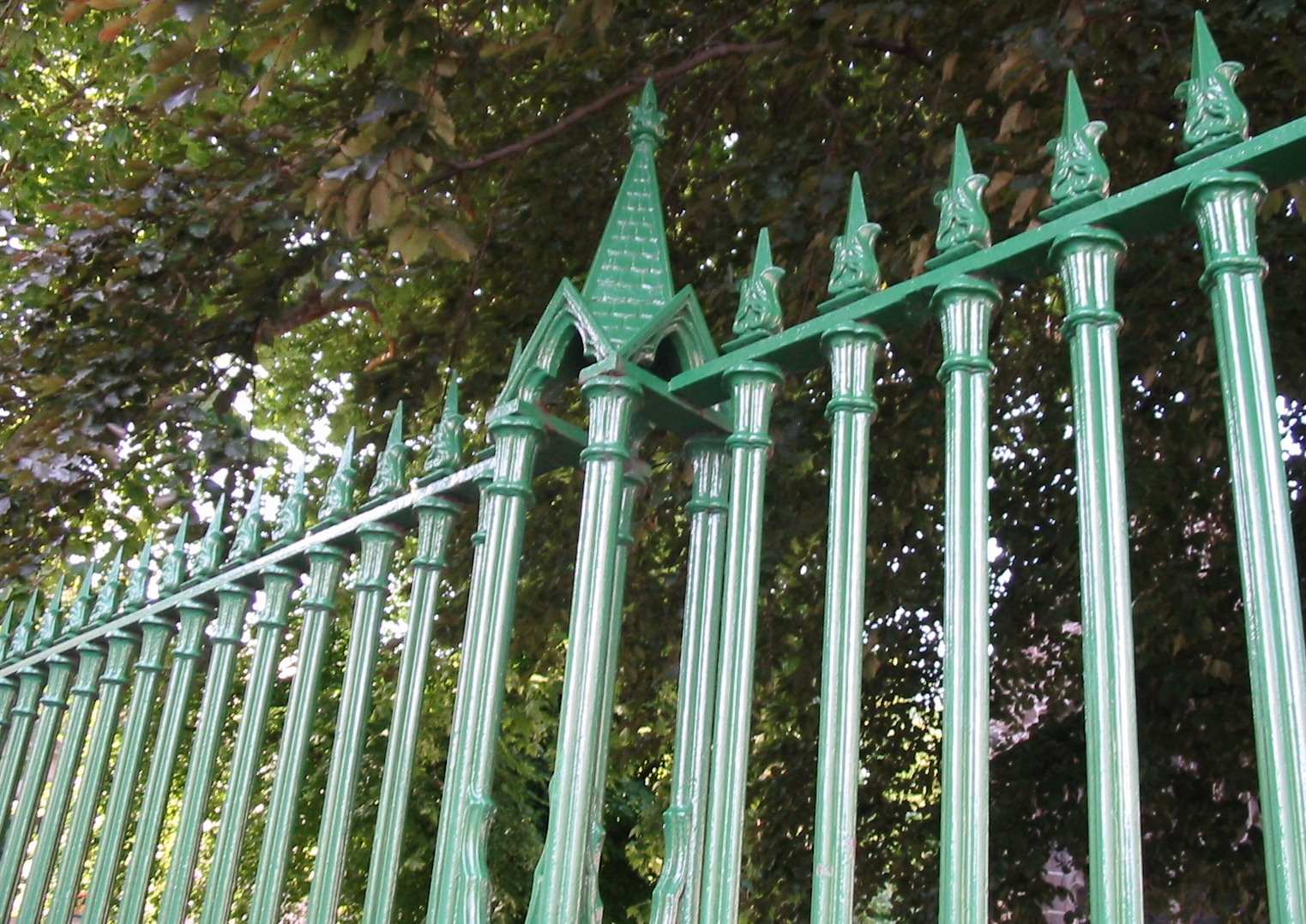
La grille de l'église de Saint-Hélier au style créé par Jean Le Capelain.